# .asia
.asia is het topleveldomein van Aziatische websites. Het is niet vergelijkbaar met de .eu-TLD, aangezien .eu-domeinen alleen voor inwoners en bedrijven uit de Europese Unie zijn.
Op 18 oktober 2006 heeft de ICANN de aanvraag goedgekeurd
Afilias is de registrar.